# Nati nel 1908/Novembre
| Questa pagina contiene informazioni ricavate automaticamente dalle voci biografiche con l'ausilio del template Bio e di un bot. L'aggiornamento è periodico e automatico e ricostruisce completamente la pagina. Se manca una persona in questa lista, sei pregato di non aggiungerla, ma accertati piuttosto che la sua voce biografica contenga il template Bio e che i dati anagrafici siano correttamente compilati. Se il template Bio manca, inseriscilo tu stesso o, in alternativa, metti l'avviso {{tmp\|Bio}} che ne segnala la mancanza. Se i dati riportati sono sbagliati, correggi direttamente la voce biografica; le modifiche saranno visibili in questa lista entro pochi giorni. Per chiarimenti vedi il progetto biografie. La lista contiene solo le 133 persone che sono citate nell'enciclopedia e per le quali è stato implementato correttamente il template Bio. Pagina aggiornata al 18 apr 2025. |

- 1º novembre - Sylvia Bataille, attrice francese († 1993)
- 1º novembre - Michele Marzulli, poeta, pittore e scrittore italiano († 1991)
- 1º novembre - August Miete, funzionario tedesco († 1987)
- 1º novembre - Ira Wolfert, giornalista e scrittore statunitense († 1997)
- 2 novembre - Reginald Beckwith, attore britannico († 1965)
- 2 novembre - Bunny Berigan, trombettista e cantante statunitense († 1942)
- 2 novembre - Clara Frediani, soprano italiano († 1982)
- 2 novembre - Emilio Renzi, tenore italiano († 1990)
- 3 novembre - José Carlos Castillo García-Tudela, calciatore spagnolo († 1981)
- 3 novembre - Nicolò Curto, calciatore italiano
- 3 novembre - Jack Donohue, regista, produttore televisivo e attore statunitense († 1984)
- 3 novembre - Hans-Dietrich Ernst, avvocato e militare tedesco († 1986)
- 3 novembre - Giovanni Leone, politico, avvocato e giurista italiano († 2001)
- 3 novembre - Bob Livingston, hockeista su ghiaccio statunitense († 1974)
- 3 novembre - Bronko Nagurski, giocatore di football americano statunitense († 1990)
- 3 novembre - Helmut Rauca, militare tedesco († 1983)
- 3 novembre - Cesario Rodi, politico italiano († 1993)
- 3 novembre - Eddie Scarf, lottatore australiano († 1980)
- 4 novembre - Oku Ampofo, artista ghanese († 1998)
- 4 novembre - Angelo Dalle Molle, imprenditore italiano († 2001)
- 4 novembre - Pál Harkai Schiller, psicologo ungherese († 1949)
- 4 novembre - Hermógenes Fonseca, calciatore brasiliano
- 4 novembre - Lidio Manzotti, calciatore italiano († 1969)
- 4 novembre - Józef Rotblat, fisico polacco († 2005)
- 4 novembre - Ibrahim Wasif, sollevatore egiziano († 1975)
- 5 novembre - Sam Battaglia, mafioso statunitense († 1973)
- 5 novembre - Aleksej Pavlovič Sokol'skij, scacchista sovietico († 1969)
- 6 novembre - Tony Canzoneri, pugile statunitense († 1959)
- 6 novembre - Raymond Dextreit, medico francese († 2001)
- 6 novembre - Françoise Dolto, pediatra e psicoanalista francese († 1988)
- 6 novembre - Bertil Ericsson, calciatore svedese († 2002)
- 6 novembre - Ludwig Landen, canoista tedesco († 1985)
- 6 novembre - Roberto Mazzetti, pedagogista italiano († 1981)
- 6 novembre - Tom Moone, hockeista su ghiaccio statunitense († 1986)
- 6 novembre - Teizō Takeuchi, calciatore giapponese († 1946)
- 7 novembre - Marijac, fumettista francese († 1994)
- 7 novembre - Zhou Yang, scrittore cinese († 1989)
- 8 novembre - Alberto Erede, direttore d'orchestra italiano († 2001)
- 8 novembre - Martha Gellhorn, giornalista e scrittrice statunitense († 1998)
- 8 novembre - Leonetto Tintori, pittore, decoratore e restauratore italiano († 2000)
- 10 novembre - János Aknai, calciatore ungherese († 1992)
- 10 novembre - Salvatore Angelo Gitti, partigiano, sindacalista e politico italiano († 1971)
- 10 novembre - Rodolfo Pallucchini, storico dell'arte e funzionario italiano († 1989)
- 10 novembre - Giuseppe Pepe, politico e avvocato italiano
- 10 novembre - Kenkichi Ōshima, triplista giapponese († 1985)
- 11 novembre - Serafín Aedo, calciatore spagnolo († 1988)
- 11 novembre - Martin Held, attore tedesco († 1992)
- 11 novembre - Anna Hřebřinová, ginnasta ceca († 1993)
- 11 novembre - Raquel Torres, attrice messicana († 1987)
- 12 novembre - Maceo Angeli, pittore italiano († 1991)
- 12 novembre - Harry Blackmun, giudice statunitense († 1999)
- 12 novembre - Ezio Brunetti, calciatore italiano
- 12 novembre - Kustaa Aadolf Inkeri, astronomo e matematico finlandese († 1997)
- 12 novembre - Hans Werner Richter, scrittore tedesco († 1993)
- 13 novembre - Aladino Di Martino, compositore italiano († 1989)
- 13 novembre - C. Vann Woodward, storico statunitense († 1999)
- 13 novembre - Yeshwantrao Ghorpade, principe indiano († 1996)
- 14 novembre - Nicola Manzari, scrittore e sceneggiatore italiano († 1991)
- 14 novembre - Joseph McCarthy, politico statunitense († 1957)
- 14 novembre - Hedley Sparks, presbitero, biblista e ebraista britannico († 1996)
- 14 novembre - Dorothy Wilson, attrice statunitense († 1998)
- 15 novembre - Carlo Abarth, imprenditore austriaco († 1979)
- 15 novembre - Karel Jehlička, calciatore cecoslovacco († 1988)
- 15 novembre - Fatima Rushdi, attrice e regista egiziana († 1996)
- 16 novembre - Suor Emmanuelle, religiosa e missionaria belga († 2008)
- 16 novembre - Nicolás Lindley, generale e politico peruviano († 1995)
- 16 novembre - Raymond Peynet, illustratore francese († 1999)
- 17 novembre - Albert Outler, presbitero, teologo e filosofo statunitense († 1989)
- 17 novembre - Thore Enochsson, maratoneta svedese († 1993)
- 17 novembre - Eduard Frühwirth, allenatore di calcio e calciatore austriaco († 1973)
- 17 novembre - Aladino Govoni, militare e partigiano italiano († 1944)
- 17 novembre - Noël Liétaer, calciatore francese († 1941)
- 17 novembre - Raza Ali Khan Bahadur, principe indiano († 1966)
- 17 novembre - Pedro Sernagiotto, calciatore brasiliano († 1965)
- 17 novembre - Maria Signorelli, scenografa e costumista italiana († 1992)
- 18 novembre - Imogene Coca, attrice statunitense († 2001)
- 18 novembre - Aleksandr Pavlovič Guljaev, ingegnere e compositore di scacchi russo († 1998)
- 18 novembre - Georges Vajda, arabista, ebraista e islamista francese († 1981)
- 19 novembre - Alan Baxter, attore statunitense († 1976)
- 19 novembre - Beulah Burns, attrice statunitense († 1970)
- 19 novembre - Jean-Yves Daniel-Lesur, compositore e organista francese († 2002)
- 19 novembre - Louis Darmanin, pallanuotista maltese († 1995)
- 19 novembre - Ruggero Moscati, storico italiano († 1981)
- 19 novembre - Aleksandar Tomašević, allenatore di calcio e calciatore jugoslavo († 1988)
- 20 novembre - Gioacchino Gesmundo, partigiano italiano († 1944)
- 20 novembre - Luigi d'Assia-Darmstadt, principe tedesco († 1968)
- 20 novembre - Gyula Mikossy, calciatore romeno
- 20 novembre - Ciro Siciliano, carabiniere italiano († 1944)
- 20 novembre - Jenő Vincze, calciatore e allenatore di calcio ungherese († 1988)
- 21 novembre - José Bianco, scrittore, giornalista e traduttore argentino († 1986)
- 21 novembre - Tommaso Demaria, teologo e filosofo italiano († 1996)
- 21 novembre - Salo Flohr, scacchista cecoslovacco († 1983)
- 21 novembre - Miguel Itzigsohn, astronomo argentino († 1978)
- 21 novembre - Walter Marcacci, calciatore italiano († 1989)
- 21 novembre - Tadeusz Pankiewicz, farmacista polacco († 1993)
- 21 novembre - Franz Pfnür, sciatore alpino tedesco († 1996)
- 21 novembre - Giuseppe Spinelli, politico italiano († 1987)
- 22 novembre - Girolamo Bellavista, giurista e politico italiano († 1976)
- 22 novembre - Edith Meinhard, attrice tedesca († 1968)
- 22 novembre - Michail Isaakovič Šamkovič, regista sovietico
- 23 novembre - Arthur Mooring, militare inglese († 1969)
- 23 novembre - Nelson S. Bond, scrittore, autore di fantascienza e sceneggiatore statunitense († 2006)
- 23 novembre - Renato Tosatti, giornalista italiano († 1949)
- 24 novembre - Aleksander Ford, regista e sceneggiatore polacco († 1980)
- 24 novembre - James Stopford, VIII conte di Courtown, nobile irlandese († 1975)
- 24 novembre - Libertad Lamarque, attrice e cantante argentina († 2000)
- 24 novembre - Margarita Manso, pittrice spagnola († 1960)
- 25 novembre - Bohuslav Karlík, canoista cecoslovacco († 1996)
- 25 novembre - Gustavo Marzi, schermidore italiano († 1966)
- 26 novembre - Ugo Carà, scultore, grafico e designer italiano († 2004)
- 26 novembre - Charles Forte, imprenditore britannico († 2007)
- 26 novembre - Frederika van der Goes, nuotatrice sudafricana († 1976)
- 26 novembre - Lefty Gomez, giocatore di baseball statunitense († 1989)
- 26 novembre - Bruno Marzi, pittore e falsario italiano († 1981)
- 26 novembre - Gino Redi, compositore italiano († 1962)
- 26 novembre - Ramón Villeda Morales, politico honduregno († 1971)
- 27 novembre - Juan Garizurieta, calciatore spagnolo († 2001)
- 27 novembre - Tameo Ide, calciatore giapponese († 1998)
- 27 novembre - Franco Sportelli, attore italiano († 1970)
- 28 novembre - Juan Arrillaga, calciatore argentino († 1970)
- 28 novembre - Franz Cisar, calciatore austriaco († 1943)
- 28 novembre - Guido Gualandi, partigiano italiano († 1964)
- 28 novembre - Claude Lévi-Strauss, antropologo, etnologo e filosofo francese († 2009)
- 28 novembre - Roberto Lupi, compositore italiano († 1971)
- 28 novembre - Jules Monnerot, sociologo e giornalista francese († 1995)
- 28 novembre - Oddone Piazza, pugile italiano († 1967)
- 28 novembre - Richard Powell, scrittore, giornalista e pubblicitario statunitense († 1999)
- 29 novembre - Emmet Reid Blake, ornitologo statunitense († 1997)
- 29 novembre - Kurt Heinrich Debus, ingegnere tedesco († 1983)
- 29 novembre - Wally Monson, hockeista su ghiaccio canadese († 1988)
- 29 novembre - Henriette Morineau, attrice e regista teatrale francese († 1990)
- 29 novembre - Alfred G. Ward, ammiraglio statunitense († 1982)
- 30 novembre - Adolfo Della Noce, militare italiano († 1936)